# Provincia de Mashonalandia Central
Mashonalandia Central es una provincia de Zimbabue. 
Tiene una superficie de 28.347 km² y una población de 1 152 520 habitantes en 2012, que representa aproximadamente el 7.8% de la población total de Zimbabue. Bindura es la capital de esta provincia, entre 2002 y 2003 esta zona sufrió importantes inundaciones debido a las fuertes lluvias.
La provincia está dividida en siete distritos:
- Distrito de Bindura
- Distrito de Centenary
- Distrito de Guruve
- Distrito de Mt Darwin
- Distrito de Rushinga
- Distrito de Shamva
- Distrito de Mazowe

- Datos: Q596156
- Multimedia: Mashonaland Central Province / Q596156